# Protection diplomatique
Ne doit pas être confondu avec Immunité diplomatique.
La protection diplomatique est définie comme l'« action par laquelle un État décide d'endosser, de prendre à son compte la réclamation d'un de ses nationaux contre un autre État et de porter par là le litige sur le plan international, par voie diplomatique ou juridictionnelle ».